# Rhizophagus irregularis
Rhizophagus irregularis — вид гломеромікотових грибів родини Glomeraceae. Це арбускулярний мікоризний грибок, який використовується як інокулянт ґрунту в сільському господарстві та садівництві. Rhizophagus irregularis також часто використовується в наукових дослідженнях впливу арбускулярних мікоризних грибів на поліпшення рослин та ґрунтів.

## Поширення
Вид поширений по всьому світі майже на всіх ґрунтах. Утворює мікоризу з багатьма судинними рослинами. R. irregularis колонізує майже всі важливі господарські культури, включаючи рис, кукурудзу, сою, пшеницю, коноплю та люцерну. Грибок позитивно впливає на ріст рослин. Він збільшує поглинання фосфору у рослинах, а також покращує агрегацію ґрунту завдяки гіфам. Грибок колонізує нові рослини за допомогою спор, гіф або фрагментів коренів, колонізованих грибом.